# Йохан III фон Цимерн
Йохан III фон Цимерн „Млади“ (на немски: Johann III von Zimmern „der Jüngere“; * ок. 1396; † 21 януари 1430, Меминген) е господар на Цимерн в Баден-Вюртемберг. Прапрадядо е на Фробен Кристоф фон Цимерн (1519 – 1566), авторът на „Цимерската хроника“.

## Произход
Той е син на фрайхер Йохан II фон Цимерн „Стари“ (1354 – 1441) и съпругата му Кунигунда фон Верденберг († 1431), дъщеря на граф Йохан I фон Верденберг-Сарганс († 1400) и Анна фон Рецюнс († сл. 1392). Сестра му Анна фон Цимерн († 1 март 1445) е омъжена на 16 ноември 1402 г. за граф Еберхард II фон Верденберг-Зарганс († 26 август 1416).
Баща му построява ок. 1400 г. стария дворец в Мескирх. Фамилията е издигната на графове през 1538 г.

## Фамилия
Йохан III фон Цимерн се жени 1418 г. за Вероника фон Валдбург, графиня фон Зоненберг († ок. 1443), дъщеря на граф Йохан II фон Валдбург (1345 – 1424) и Елизабет фон Монфор († 1422); или фрайин Урсула фон Абенсберг († 1422). Те имат осем деца:
- Конрад фон Цимерн († сл. 1439)
- Вернер VI фон Цимерн „Млади“ († 24 юни 1483, Мескирх), господар на Мескирх, женен на 31 март 1444 г. за графиня Анна фон Кирхберг († сл. 1469); прадядо на Фробен Кристоф фон Цимерн (1519 – 1566), авторът на „Цимерската хроника“
- Йохан IV фон Цимерн
- Хайнрих I фон Цимерн († 1478)
- Анна фон Цимерн († 24 февруари 1492, Зеедорф), омъжена I. 1438 г. за Йохан II фон Геролдсек († 1453), II. за Якоб фон Берн
- Кунигунда фон Цимерн († сл. 1439, Вилденщайн)
- Верена фон Цимерн († сл. 1439), омъжена I. пр. 1439 г. за фрайхер Улрих II фон Брандис-Блуменег († 20 август 1486), II. за Якоб де ла Скала († 1492)
- Готфрид III фон Цимерн († 10 април 1508, Мескирх); има незаконен син:
  - Хайнрих фон Цимерн, 1500 г. признат за легитимен и става благородник.[4]

Вдовицата му Вероника фон Валдбург се омъжва втори път ок. 1432 г. за граф Йоханес (Ханс) фон Рехберг († 1474).